# Fastball
Fastball – amerykański zespół muzyczny utworzony w 1995 roku.

## Dyskografia

### Albumy studyjne
| Rok                         | Dane dot. albumu                                                                                               | Najwyższe pozycje na listach | Najwyższe pozycje na listach | Najwyższe pozycje na listach | Najwyższe pozycje na listach | Najwyższe pozycje na listach | Certyfikat                    | Sprzedaż    |
| Rok                         | Dane dot. albumu                                                                                               | USA                          | CAN                          | GBR                          | SWE                          | FIN                          | Certyfikat                    | Sprzedaż    |
| --------------------------- | --- | ---------------------------- | ---------------------------- | ---------------------------- | ---------------------------- | ---------------------------- | ----------------------------- | ----------- |
| 1996                        | Make Your Mama Proud - Wydany: 6 kwietnia 1996 - Wytwórnia: Hollywood Records - Format: CD, CC                 | –                            | –                            | –                            | –                            | –                            |                               | - USA: 6500 |
| 1998                        | All the Pain Money Can Buy - Wydany: 10 marca 1998 - Wytwórnia: Hollywood Records - Format: CD, LP, CC         | 29                           | 18                           | 109                          | 22                           | 28                           | - USA: platyna - CAN: platyna |             |
| 2000                        | The Harsh Light of Day - Wydany: 19 września 2000 - Wytwórnia: Hollywood Records - Format: CD, LP, CC          | 97                           | –                            | –                            | –                            | –                            |                               |             |
| 2004                        | Keep Your Wig On - Wydany: 8 czerwca 2004 - Wytwórnia: Rykodisk - Format: CD, digital download                 | –                            | –                            | –                            | –                            | –                            |                               |             |
| 2009                        | Little White Lies - Wydany: 14 kwietnia 2009 - Wytwórnia: MRI, RED Distribution - Format: CD, digital download | –                            | –                            | –                            | –                            | –                            |                               |             |
| 2017                        | Step into Light - Wydany: 19 maja 2017 - Wytwórnia: 33 1/3 Records - Format: CD, LP digital download           | –                            | –                            | –                            | –                            | –                            |                               |             |
| „–” album nie był notowany. | |                              |                              |                              |                              |                              |                               |             |

### Albumy koncertowe
| Rok  | Dane dot. albumu                                                                              |
| ---- | --------------------------------------------------------------------------------------------- |
| 2003 | Live from Jupiter Records - Wydany: 1 kwietnia 2003 - Wytwórnia: Jupiter Records - Format: CD |

### Albumy kompilacyjne
| Rok  | Dane dot. albumu                                                                                                  |
| ---- | --- |
| 2002 | Painting the Corners: The Best of Fastball - Wydany: 27 kwietnia 2002 - Wytwórnia: Hollywood Records - Format: CD |

### Single
| Rok                          | Tytuł                            | Najwyższe pozycje na listach | Najwyższe pozycje na listach | Najwyższe pozycje na listach | Najwyższe pozycje na listach | Najwyższe pozycje na listach | Najwyższe pozycje na listach | Najwyższe pozycje na listach | Najwyższe pozycje na listach | Najwyższe pozycje na listach | Najwyższe pozycje na listach | Certyfikat                | Album                      |
| Rok                          | Tytuł                            | USA                          | CAN                          | AUS                          | GBR                          | NOR                          | SWE                          | DEU                          | NLD                          | CHE                          | ITA                          | Certyfikat                | Album                      |
| ---------------------------- | -------------------------------- | ---------------------------- | ---------------------------- | ---------------------------- | ---------------------------- | ---------------------------- | ---------------------------- | ---------------------------- | ---------------------------- | ---------------------------- | ---------------------------- | ------------------------- | -------------------------- |
| 1996                         | „Are You Ready for the Fallout?” | –                            | –                            | –                            | –                            | –                            | –                            | –                            | –                            | –                            | –                            |                           | Make Your Mama Proud       |
| 1998                         | „The Way”                        | –                            | 1                            | 14                           | 21                           | 15                           | 7                            | 66                           | 90                           | 36                           | 28                           | - USA: złoto - AUS: złoto | All the Pain Money Can Buy |
| 1998                         | „Fire Escape”                    | 86                           | 11                           | –                            | –                            | –                            | –                            | –                            | –                            | –                            | –                            |                           | All the Pain Money Can Buy |
| 1999                         | „Out of My Head”                 | 20                           | 11                           | –                            | –                            | –                            | –                            | –                            | –                            | –                            | –                            |                           | All the Pain Money Can Buy |
| 2000                         | „You’re an Ocean”                | –                            | 37                           | –                            | –                            | –                            | –                            | –                            | –                            | –                            | –                            |                           | The Harsh Light of Day     |
| 2000                         | „Love Is Expensive and Free”     | –                            | –                            | –                            | –                            | –                            | –                            | –                            | –                            | –                            | –                            |                           | The Harsh Light of Day     |
| 2000                         | „This Is Not My Life”            | –                            | –                            | –                            | –                            | –                            | –                            | –                            | –                            | –                            | –                            |                           | The Harsh Light of Day     |
| 2004                         | „Airstream”                      | –                            | –                            | –                            | –                            | –                            | –                            | –                            | –                            | –                            | –                            |                           | Keep Your Wig On           |
| 2004                         | „Drifting Away”                  | –                            | –                            | –                            | –                            | –                            | –                            | –                            | –                            | –                            | –                            |                           | Keep Your Wig On           |
| 2004                         | „Lou-ee Lou-ee”                  | –                            | –                            | –                            | –                            | –                            | –                            | –                            | –                            | –                            | –                            |                           | Keep Your Wig On           |
| 2009                         | „Little White Lies”              | –                            | –                            | –                            | –                            | –                            | –                            | –                            | –                            | –                            | –                            |                           | Little White Lies          |
| 2013                         | „Love Comes in Waves”            | –                            | –                            | –                            | –                            | –                            | –                            | –                            | –                            | –                            | –                            |                           | Step Into Light            |
| 2017                         | „I Will Never Let You Down”      | –                            | –                            | –                            | –                            | –                            | –                            | –                            | –                            | –                            | –                            |                           | Step Into Light            |
| 2017                         | „We’re On Our Way”               | –                            | –                            | –                            | –                            | –                            | –                            | –                            | –                            | –                            | –                            |                           | Step Into Light            |
| „–” singel nie był notowany. |                                  |                              |                              |                              |                              |                              |                              |                              |                              |                              |                              |                           |                            |